# Asaccus nasrullahi
Espèce
Statut de conservation UICN

 LC  : Préoccupation mineure
Asaccus nasrullahi est une espèce de geckos de la famille des Phyllodactylidae.

## Répartition
Cette espèce est endémique de la province du Lorestan en Iran.

## Étymologie
Cette espèce est nommée en l'honneur de Nasrullah Rastegar-Pouyani.

## Publication originale
- Werner, 2006 : Retraction of Ptyodactylus Goldfuss from the fauna of Iran and its replacement by a new species of Asaccus Dixon & Anderson (Reptilia: Sauria: Gekkonidae). Hamadryad, vol. 30, p. 135-140.